# (3683) Baumann
(3683) Baumann ist ein Hauptgürtelasteroid. Er wurde am 23. Juni 1987 von Werner Landgraf im La-Silla-Observatorium (Chile) entdeckt und nach dem Amateurastronomen und Gründer der Astronomischen Arbeitsgemeinschaft Mainz e.V., Paul Baumann, und dessen Frau Helene benannt. Diese waren über Jahrzehnte gute Freunde des Vaters des Entdeckers.